# Grbavac (żupania bielowarsko-bilogorska)
Grbavac – wieś w Chorwacji, w żupanii bielowarsko-bilogorskiej, w mieście Grubišno Polje. W 2011 roku liczyła 211 mieszkańców.